# Liste der Bodendenkmale in Hambühren
In der Liste der Bodendenkmale in Hambühren sind alle Bodendenkmale der niedersächsischen Gemeinde Hambühren aufgelistet. Die Quelle ist der Denkmalatlas Niedersachsen. Der Stand der Liste ist der 17. Oktober 2024.

## Allgemein
In den Spalten finden sich folgende Informationen des Bodendenkmales :
- Lage        : geographische Koordinaten
- Bezeichnung : Bezeichnung lt. Denkmalatlas
- Beschreibung: Beschreibung lt. Denkmalatlas
- ID          : Objekt-ID
- Bild        : Bild, ggf. zusätzlich mit Link zu weiteren Fotos im Medienarchiv Wikimedia Commons.

## Hambühren
| Lage                        | Bezeichnung            | Beschreibung | ID       | Bild |
| --------------------------- | ---------------------- | --- | -------- | ---- |
| 52° 38′ 47″ N, 9° 57′ 46″ O | Hambühren 3, Grabhügel | Länglich, etwa Ost-West-orientiert, Dm. 14 × 19 m, H. ca. 2,0 m; Gelände – besonders nach Süden – weiter fallend. 1931 angegraben, dabei zeigten sich zwei, anscheinend in konzentrischen Kreisen angeordnete Steinsetzungen aus brotlaibgroßen Raseneisensteinbrocken. | 28926673 | BW   |
| 52° 38′ 44″ N, 9° 57′ 54″ O | Hambühren 4, Grabhügel | Rund, Dm. 18 m, H. ca. 2,0 m, Gelände nach Süden weiter fallend. Kuppe abgeplattet, durch Tierbaue und ca. 1,5 × 1,5 m große Eingrabung gestört. Angeblich soll hier früher Gericht abgehalten worden sein.                                                             | 28926674 | BW   |